# Jandy Feliz
José del Carmen Feliz Matos (Jaquimeyes; 11 de enero de 1977), más conocido como Jandy Feliz, es un cantautor, productor musical y músico dominicano, mejor conocido por ser el vocalista de la banda Son Familia, del músico dominicano Chichí Peralta.

## Biografía
Desde niño empieza a destacar en la escuela primaria de su comunidad convirtiéndose en protagonista de diversas actividades artísticas. Feliz comenzó su carrera como miembro del grupo Chichí Peralta y Son Familia. Fue el vocalista principal del mayor éxito del grupo hasta la fecha, "Procura" y de otros hits como "Amor narcótico" y " La ciguapa". En 2001, empezó su carrera como solista y lanzó su primer álbum, Hasta Que Lo Pierde o también llamado Jandy Feliz, que incluye los éxitos: "Tócame", "Cariñosa" y Hasta que lo pierde". En 2002, lanzó su segundo álbum, Amor de Locos, que contiene el sencillo "Los Amores". En 2005, lanzó su álbum de grandes éxitos, a pesar de haber grabado un total de solo dos álbumes anteriores. Algunas de sus canciones fueron interpretadas en el festival de fin de año realizado en Lima en 2006.
Tras cuatro años sin grabar vuelve en el 2009 con una producción intermedia llamada Con Su Permiso de donde destaca el tema "Tu boca", que luego es grabada por Chayanne  incluido en su disco del 2010 No hay imposibles. El 30 de agosto de 2010, Jandy lanzó su tercer álbum de estudio, Jandy, que incluía los sencillos "Besa" "Solo el amor" y "Por si acaso".
En 2014 forma parte del jurado del talent show peruano La banda (Perú) donde a la par de elegir la mejor banda del Perú, es coach de formación académica como productor en ritmos alternativos. La banda "Variazoni in blue" se alzó con el primer lugar de la competencia, convirtiendo a Jandy Feliz en el primer productor ganador de la historia del programa. Ese mismo año hace una colaboración con la cantante peruana Anna Carina grabando a dúo la bachata "Amándote" (#1 en iTUNES Perú); y a mediados de octubre del 2014, lanza el tema "Parte de ti" que se dejó escuchar en la sexta temporada de la serie peruana Al fondo hay sitio.
A principios de 2015, sintiendo que la música no le permitía suficiente libertad artística, viajó a Australia y se convirtió en miembro fundador de JDNA, un club deportivo para jóvenes desfavorecidos y desilusionados. Sin embargo, la música sigue fluyendo por sus venas y el 19 de Octubre promociona la canción "Quédate conmigo" (con vídeo incluido); y el 12 de diciembre estrena la salsa "Por la herida de un amor".
En el 2016 vuelve a la escena artística haciendo un dúo con la cantante ecuatoriana Michelle Cordero, grabando la bachata "Sin tu amor" que entró en la Hot Ranking de HTV, además que fue popular en Ecuador, Perú y Guatemala. En el 2017 ambos repiten la fórmula exitosa con el tema "Tal vez será", cuyo tema forma parte de la serie ecuatoriana 3 familias. Ese año 2017, edita su cuarta producción llamada Cada Loco Con Su Tema, donde se incluyen varios temas previamente lanzados entre el 2014 al 2017, un nuevo tema "Baila conmigo" junto con ex DLG y una versión salsa de "Amor narcótico". Además, en 2017, participó en la versión de la canción de Agua Marina «Ni perdón ni olvido».

## Vida privada
Tiene 3 hijos.

## Discografía

### Álbumes de estudio
- Hasta que lo pierde (2000)
- Jandy Feliz (2001)
- Amor de locos (2002)
- Con su permiso (2009)
- Jandy (2010)
- Cada loco con su tema (2017)